# بريان لينيهان
بريان لينيهان (بالإنجليزية: Brian Lenihan)‏ (8 يونيو 1994 بكورك في جمهورية أيرلندا - ) هو لاعب كرة قدم أيرلندي في مركز الدفاع. شارك مع منتخب جمهورية أيرلندا تحت 20 سنة لكرة القدم ومنتخب جمهورية أيرلندا تحت 21 سنة لكرة القدم. أما مع النوادي، فقد لعب مع نادي بلاكبول ونادي كورك سيتي وهال سيتي.

## وصلات خارجية
- بريان لينيهان على موقع قاعدة بيانات كرة القدم.إي يو (الإنجليزية)
- بريان لينيهان على موقع Soccerbase.com (لاعب) (الإنجليزية)
- بريان لينيهان على موقع Soccerway.com (الإنجليزية)
- بريان لينيهان على موقع AS.com (الإسبانية)